# Hadouk Trio
Het Hadouk Trio is een Franse ethno-jazzband. De naam van de band verwijst naar de instrumenten hajouj (Noord-Afrikaanse driesnarige bas) en duduk, die de basisinstrumenten van het trio zijn. De muziek kenmerkt zich door een mengeling van Oriëntaalse, Europese en Afrikaanse klanken.

## Discografie
- Hadouk (Didier Malherbe & Loy Ehrlich nog als duo) (Tangram, 1995)
- Shamanimal (Naïve, 1999)
- Now, Label: (Naïve, 2002)
- Live à FiP (2 CDs), (Celluloïd/Melodie, 2004)
- Utopies (Naïve, 2006)
- Baldamore (CD + DVD Live) (Naïve, 2007)
- Carnets d'Asie et d'Ailleurs (Didier Malherbe & Loy Ehrlich) (Vox Terrae, 2008)
- Air Hadouk (Naïve, 2010)
- Hadoukly Yours (Naïve, 2013)
- Le Cinquieme Fruit (Naïve, 2017)